# Folembray
Folembray es una comuna francesa situada en el departamento de Aisne, de la región de Alta Francia.

## Geografía
Filain está ubicada a 25 km al oeste de Laon.

## Demografía
| 1 594 | 1 497 | 1 368 | 1 389 | 1 421 | 1 490 | 1 535 | 1 405 |
| Para los censos de 1962 a 1999 la población legal corresponde a la población sin duplicidades (Fuente: INSEE [Consultar]) |       |       |       |       |       |       |       |